# Гребля Куд'ят-Ассердун
Гребля Куд'ят-Ассердун (Koudiat Asserdoune) – гідротехнічна споруда на півночі Алжиру.
Греблю спорудили в 2002 – 2008 роках на уеді Іссер (Isser), який звивається між хребтами Тель-Атласу та у підсумку впадає до Середземного моря за чотири десятки кілометрів на схід від міста Алжир (можливо вдізначити, що нижче по течії на Іссері зведена ще одна гребля Бені-Амран, а вище по сточищу на одній з твірних уеду Іссар – гребля Ладрат). Водозбірний басейн вище від споруди складає 2785 км2, а її головним призначенням є водопостачання та іригація.
В межах проекту долину уеду перекрили греблею із ущільненого котком бетону висотою 121 метр, довжиною 425 метрів та шириною по гребеню 8 метрів. Гребінь споруди знаходиться на позначці 121 метр НРМ, проте її центральна частина довжиною 142 метра виконана як водоскид з порогом на позначці 314,6 метра НРМ, розрахований на перепуск під час повені 7000 м3/с. Також існує донний водоскид продуктивністю 470 м3/с. 
Гребля утворила водосховище, що при нормальному рівні на позначці 311 метрів НРМ має площу поверхні 17,54 км2 та об’єм 41 млн м3. Під час повені рівень може зростати до 319,6 метра НРМ, чому відповідає площа поверхні 20,74 км2 та об’єм 784 млн м3. За проектом, після 30 років експлуатації мертвий об’єм має становити 120 млн м3.